# أولاد حمو بن غانم (أولاد سالم)
أولاد حمو بن غانم هو دُوَّار يقع بجماعة بني خلوڭ، إقليم سطات، جهة الدار البيضاء سطات في المملكة المغربية. ينتمي الدوّار لمشيخة أولاد سالم التي تضم 5 دواوير. يقدر عدد سكانه بـ 967 نسمة حسب الإحصاء الرسمي للسكان والسكنى لسنة 2004.

## روابط خارجية
- البوابة الوطنية للجماعات الترابية
- المندوبية السامية للتخطيط